# Mathildische Güter
Bei den Mathildischen Gütern handelte es sich um ein nicht zusammenhängendes, ausgedehntes mittelalterliches Territorium in der Toskana, in der Emilia und der Lombardei, das vor allem im 12. Jahrhundert eine entscheidende Rolle für die Italienpolitik deutscher Könige und römisch-deutscher Kaiser sowie die Territorialpolitik der Päpste spielte.
Ihren Namen haben die Mathildischen Güter von Mathilde von Canossa, 1069 bis zu ihrem Tod 1115 regierte sie selbständig als Markgräfin auf der Burg Canossa. Ihr weit gestreuter Herrschaftsbereich umfasste die Toskana, Mantua, Parma, Reggio, Piacenza, Ferrara, Modena, einen Teil von Umbrien, Spoleto, den Kirchenstaat von Viterbo bis Orvieto und einen Teil der Mark Ancona, teilweise als Allodien, teilweise als Reichslehen. Um 1080 verschenkte sie ihre Güter in Ober- und Mittelitalien an den Heiligen Stuhl, von dem sie sie als Lehen zurückerhielt. Bereits 1107 vermachte sie ihre Besitzungen dem Heiligen Stuhl. 1111 setzte sie zusätzlich Kaiser Heinrich V. als Erben ein, nachdem sie ihn als ihren Lehnsherrn anerkannt hatte. Als sie 1115 starb, beanspruchten sowohl Papst Paschalis II. als auch Heinrich V. das Gebiet. Beide beriefen sich auf die Verfügungen Mathildes; der Kaiser beanspruchte zusätzlich verschiedene Territorien als heimgefallene Reichslehen. Es ist unklar, ob der Kaiser die frühere Schenkung Mathildes anerkannte.
Kaiser Lothar III. handelte 1133 einen Kompromiss mit der Kurie aus, der vorsah, dass die Mathildischen Güter Eigentum des Papstes seien, er aber gegen Zahlung von 100 Pfund Silber jährlich weiterhin in ihrem Besitz blieb. 1137 belehnte Lothar seinen Schwiegersohn Heinrich den Stolzen, der bereits zuvor Markgraf von Tuszien geworden war, mit den Mathildischen Gütern. Damit war das Territorium der Welfen beträchtlich gewachsen und Heinrich wurde zum aussichtsreichsten Anwärter auf die Nachfolge Lothars. Als dann jedoch Konrad III. König wurde, spielten die Mathildischen Güter eine wichtige Rolle in der Auseinandersetzung zwischen Staufern und Welfen. Konrad III., der sich als Erbe Heinrichs V. ansah, bemühte sich 1128 bis 1130 gegen den päpstlichen Widerstand um die Inbesitznahme der Mathildischen Güter. 
Heinrichs Nachfolge als Inhaber der Güter trat sein Bruder Welf VI. an, der diese Aufgabe jedoch kaum wahrnahm. 1159 forderte Papst Hadrian IV. die Rückgabe an den Heiligen Stuhl. Kaiser Barbarossa beanspruchte 1158 die Güter auf dem Reichstag von Roncaglia kraft Reichsrecht, kaufte Welf VI. 1173/74 die Territorien ab und organisierte ihre Verwaltung 1158/59 neu. Dadurch rückten die Gebiete aber wieder in den Brennpunkt der Auseinandersetzungen zwischen Kaiser und Papst – nicht zuletzt, weil sie in unmittelbarer Nachbarschaft zum Kirchenstaat lagen. Im Rahmen der Friedensverhandlungen von Anagni 1176 nach der Schlacht von Legnano kündigte Friedrich Barbarossa schließlich die komplette Rückgabe der Mathildischen Güter an den Papst an. Im darauf folgenden Jahr 1177 konnte der Kaiser diese päpstliche Forderung im Frieden von Venedig jedoch wieder rückgängig machen und erreichte unter anderem die päpstliche Anerkennung eines 15-jährigen Nutzungsrechtes zumindest für Teile der Mathildischen Güter. Auch im Frieden von Konstanz 1183 wurde keine dauerhafte Einigung erzielt. Unter Heinrich VI. gab es 1192 erneute Verhandlungen über eine Rückgabe der restlichen Territorien an den Apostolischen Stuhl. Auch Philipp von Schwaben und sein Nachfolger Otto IV. beanspruchten die Mathildischen Güter für sich. Mit der Goldbulle von Eger 1213 verzichtete erst der Stauferkaiser Friedrich II. namens des Reiches auf deren Besitz. Allerdings waren die einstmals ungleich größeren Güter durch Ansprüche der Kommunen, wie Modena und Reggio geschrumpft, die die Mathildischen Vasallen zu Bürgereiden genötigt hatten.